# Празник у Риму
Празник у Риму (енгл. Roman Holiday) је америчка романтична комедија из 1953. године, коју је режирао и продуцирао Вилијам Вајлер. Главне улоге у филму тумаче Одри Хепберн као принцеза која жели да сама види Рим и Грегори Пек као репортер. Сценарио су написали Џон Дајтон и Далтон Трамбо, али потоњи, будући да је био на холивудској црној листи, није био потписан, а Ијан Маклелан Хантер је потписан уместо њега. Филм је снимљен на локацији у Риму.
Премијерно је приказан 20. августа 1953. на Филмском фестивалу у Венецији, док је у америчким биоскопима објављен недељу дана касније. Наишао је на позитивне реакције критичара и освојио је три Оскара, у категоријама за најбољу глумицу (Одри Хепберн), најбољу причу и најбољу костимографију. Године 1999, Конгресна библиотека је одабрала овај филм за чување у Националном регистру филмова Сједињених Држава због „културолошког, историјског, или естетског значаја”. Данас се сматра једним од најбољих љубавних филмова икада снимљених.

## Радња
Ен, принцеза-престолонаследница неименоване земље, путује на строго планираној турнеји по европским главним градовима. После посебно напорног дана у Риму, доктор јој даје инјекцију седатива како би се смирила. Она потајно напушта амбасаду да би истражила град и, како седатив почиње да делује, заспи на ниском зиду, где је проналази Џо Бредли, амерички репортер. Не препознајући је, мисли да је пијана и одводи је у свој стан да преспава.
Џо се успавао и пропустио принцезину конференцију за штампу, али говори свом уреднику Хенесију да је присуствовао. Хенеси му показује вест о отказивању конференције за новинаре због принцезине „изненадне болести”. Џо схвата да је жена у његовом стану принцеза са фотографије из новина. Џо пита Хенесија колико би платио за ексклузивни интервју са њом. Хенеси нуди 5000 долара и узвраћа опкладом од 500 долара да Џо неће моћи да га добије.
Џо зове свог пријатеља фотографа Ирвинга Радовича и нуди „Ањи” да јој покаже Рим, не откривајући да је он репортер. Ен тврди да има важан састанак и одлази. Џо је прати и види како истражује пијацу на отвореном, купује ципеле и скраћује своју дугу косу. Џо успева да је сустигне на Шпанским степеницама и убеђује је да проведе дан са њим, одводећи је у улични кафић да се састане са Ирвингом, који је фотографише камером скривеном у упаљачу. Када Ен неспретно повезе Веспу кроз римске улице и изазове метеж са Џоом као сапутником, њих двоје су ухапшени, али Џо и Ирвинг показују своје „лажне” новинарске пропуснице и бивају пуштени. Потом обилазе Колосеум. Џо затим води Ен до Уста истине и прича јој легенду која је везана за њих: ако лажов стави руку у уста, биће одгризена. Након што Ен невољно покуша, Џо је заплаши претварајући се да му је рука одсечена.
Током плеса на броду, агенти Енине владе покушавају да је на силу врате. Ен се придружује Џоу и Ирвингу у свеопштој тучи која је избила. Када је Џо бачен у реку, Ен скаче за њим. Њих двоје отпливају одатле и љубе се док седе дрхтећи на обали реке. Док суше своју мокру одећу у Џоовом стану, радио преноси вест да су људи у земљи принцезе Ен забринути да би њена болест могла бити озбиљна. Ен тражи од Џоа да је одвезе у улицу близу амбасаде, где се поново љубе. Она се у сузама опрашта од њега.
По повратку, принцеза одговара онима који су покушавали да је подсете на њену дужност: „Да нисам потпуно свесна своје дужности према својој породици и својој земљи, не бих се вратила кући вечерас... или заправо никада више.”
Џо каже сумњичавом Хенесију да није добио причу, иако потом говори Ирвингу да га не може спречити да прода фотографије. Џо и Ирвинг присуствују одложеној конференцији за штампу, на изненађење принцезе Ен. Она потврђује своју веру у односе међу народима као и међу људима, а Џо је уверава да је њена вера на месту. На питање који град јој се највише допао током турнеје, она испрва тврди да би то било тешко рећи, пре него што изјави: „Рим. Свакако, Рим.” Други фотографи је фотографишу својим великим камерама, док је Ирвинг слика својом упаљач-камером. Ен кратко разговара са сваким новинаром, а Ирвинг јој поклања своје фотографије као успомену на Рим. Џо остаје након што сви оду, пре него што изађе из просторије.

## Улоге
| Глумац           | Улога                       |
| ---------------- | --------------------------- |
| Одри Хепберн     | принцеза Ен (Ања Смит)      |
| Грегори Пек      | Џо Бредли                   |
| Еди Алберт       | Ирвинг Радович              |
| Хартли Пауер     | господин Хенеси             |
| Харкорт Вилијамс | амбасадор земље принцезе Ен |
| Маргарет Ролингс | грофица Вереберг            |
| Тулио Карминати  | генерал Провно              |

## Занимљивости
- Једна од најпознатијих сцена у филму је она у којој Пек стави руку у „Уста истине” (La Bocca della Verità), камено лице за којег легенда каже да ће одгристи руку ономе ко лаже. У филму, кад лик Грегорија Пека извуче руку из Уста истине, нема шаку због чега Ен почне да вришти. Затим његова шака излази из рукава и он се смеје. Њен крик није био глума − Пек је одлучио да изведе шалу коју је једном видео кадо Реда Скелтона, али пре почетка снимања сцене није ништа рекао својој партнерки.[6]
- Касније 1970-их година, Пеку и Хепберн представљена идеја о снимању наставка филма Празник у Риму у којем би се Ања и Џо поновно „ујединили”; идеја никад није спроведена у дело. Оригинални филм је поново снимљен за телевизијско приказивање 1980-их година.
- Улога коју је у филму тумачио Пек била је писана са намером да је тумачи Кери Грант. Међутим, Грант је одбио улогу уз објашњење да сматра да је престар да би глумио особу у коју се заљубљује Одри Хепберн. Касније је студио уверио Гранта да заигра уз Одри Хепберн у филму Шарада, где је постало очигледно да на филмском платну постоји хемија између њих двоје. Одри Хепберн и Грант се више никад нису заједно појавили у неком филму, али су остали добри пријатељи, а Грант је Одри сматрао једном од глумица са којом му је било најдраже да ради.

## Награде

### Освојене награде
- Оскар за најбољу главну глумицу (Одри Хепберн)
- БАФТА награда за најбољу британску глумицу (Одри Хепберн)
- Златни глобус за најбољу главну глумицу у играном филму (драма) (Одри Хепберн)
- Награда удружења њујоршких филмских критичара за најбољу глумицу (Одри Хепберн)
- Оскар за најбољу костимографију (Идит Хед)
- Оскар за најбољу причу (Ијан Маклелан Хантер и Далтон Трамбо)
- Удружење америчких писаца за писање најбоље америчке комедије (Ијан Маклелан Хантер и Џон Дајтон)

### Номинације
- Оскар за најбољи филм
- БАФТА за најбољи филм из сваког извора
- Оскар за најбољег редитеља (Вилијам Вајлер)
- (Вилијам Вајлер)
- Оскар за најбољег споредног глумца (Еди Алберт)
- БАФТА за најбољег страног глумца – (Еди Алберт)
- БАФТА за најбољег страног глумца – (Грегори Пек)
- (Хал Переира и Волтер Х. Тајлер)
- Оскар за најбољу фотографију (Франц Плејнер и Анри Алекан)
- Оскар за најбољу монтажу (Роберт Свинк)
- Оскар за најбољи адаптирани сценарио (Ијан Маклелан Хантер и Далтон Трамбо)[7]